# Walmendinger Horn
De  Walmendinger Horn (ook Walmendingerhorn) is een berg met een hoogte van 1900 meter in de  Allgäuer Alpen in Vorarlberg, Oostenrijk. De berg bevindt zich aan de noordzijde van het Kleinwalsertal ten westen van Mittelberg. Sinds 1966 leidt een kabelbaan, de Walmendingerhornbahn, tot iets onder de top van de berg. 